# Premierzy Wysp Owczych

## Pierwsi Ministrowie (1000–1816)
| Imię i nazwisko               | Kadencja    |
| ----------------------------- | ----------- |
| Gilli                         | ok. 1000    |
| Sjúrður                       | ok. 1300    |
| Símun                         | ok. 1350    |
| Dagfinnur Halvdanarson        | ok. 1400    |
| Haraldur Kálvsson             | ok. 1412    |
| Roald                         | ok. 1450    |
| Jørundur Skógdrívsson         | 1479 – 1524 |
| Tórmóður Sigurðsson           | 1524 – 1531 |
| Andras Guttormsson            | 1531 – 1544 |
| Guttormur Andrasson           | 1544 – 1572 |
| Jógvan Heinason               | 1572 – 1583 |
| Ísak Guttormsson              | 1583 – 1588 |
| Pætur Jákupsson               | 1588 – 1601 |
| Tummas Símunarson             | 1601 – 1608 |
| Zakarias Tormóðsson           | 1608 – 1628 |
| Jógvan Justinusson            | 1629 – 1654 |
| Jógvan Poulsen (pierwszy raz) | 1654 – 1655 |
| Balzer Jacobsen               | 1655 – 1661 |
| Jógvan Poulsen (drugi raz)    | 1662 – 1677 |
| Jákup Jógvansson              | 1677 – 1679 |
| Jóhan Hendrik Weyhe           | 1679 – 1706 |
| Sámal Pætursson Lamhauge      | 1706 – 1752 |
| Hans Jákupsson Debes          | 1752 – 1769 |
| Thorkild Fjeldsted            | 1769 – 1772 |
| Jacob Hveding                 | 1772 – 1786 |
| Johan Michael Lund            | 1786 – 1808 |
| Jørgen Frantz Hammershaimb    | 1808 – 1816 |

## Premierzy (1948 – obecnie)
| #  | Zdjęcie            | Imię i nazwisko               | Partia polityczna | Objęcie urzędu    | Złożenie urzędu   | Rząd                |
| -- | ------------------ | ----------------------------- | ----------------- | ----------------- | ----------------- | ------------------- |
| 1  | Andrass Samuelsen  | Andrass Samuelsen (1873–1954) | Sambandsflokkurin | 12 maja 1948      | 15 grudnia 1950   | Rząd Samuelsena     |
| 2  | Kristian Djurhuus  | Kristian Djurhuus (1895–1984) | Sambandsflokkurin | 15 grudnia 1950   | 8 stycznia 1959   | I Rząd Djurhuusa    |
| 3  | Peter Mohr Dam     | Peter Mohr Dam (1898–1968)    | Javnaðarflokkurin | 8 stycznia 1959   | 4 stycznia 1963   | I Rząd Dama         |
| 4  | Hákun Djurhuus     | Hákun Djurhuus (1908–1987)    | Fólkaflokkurin    | 4 stycznia 1963   | 12 stycznia 1967  | Rząd Djurhuusa      |
| 5  | Peter Mohr Dam     | Peter Mohr Dam (1898–1968)    | Javnaðarflokkurin | 12 stycznia 1967  | 19 listopada 1968 | II Rząd Dama        |
| 6  | Kristian Djurhuus  | Kristian Djurhuus (1895–1984) | Sambandsflokkurin | 19 listopada 1968 | 12 grudnia 1970   | II Rząd Djurhuusa   |
| 7  |                    | Atli Dam (1932–2005)          | Javnaðarflokkurin | 12 grudnia 1970   | 5 stycznia 1981   | I Rząd Dama         |
| 8  |                    | Pauli Ellefsen (1936–2012)    | Sambandsflokkurin | 5 stycznia 1981   | 10 stycznia 1985  | Rząd Ellefsena      |
| 9  |                    | Atli Dam (1932–2005)          | Javnaðarflokkurin | 10 stycznia 1985  | 18 stycznia 1989  | II Rząd Dama        |
| 10 |                    | Jógvan Sundstein (1933–2024)  | Fólkaflokkurin    | 18 stycznia 1989  | 15 stycznia 1991  | Rząd Sundsteina     |
| 11 |                    | Atli Dam (1932–2005)          | Javnaðarflokkurin | 15 stycznia 1991  | 24 kwietnia 1993  | III Rząd Dama       |
| 12 |                    | Marita Petersen (1940–2001)   | Javnaðarflokkurin | 24 kwietnia 1993  | 10 września 1994  | Rząd Petersen       |
| 13 |                    | Edmund Joensen (1944–)        | Sambandsflokkurin | 10 września 1994  | 15 maja 1998      | Rząd Joensena       |
| 14 | Anfinn Kallsberg   | Anfinn Kallsberg (1947–2024)  | Fólkaflokkurin    | 15 maja 1998      | 3 lutego 2004     | Rząd Kallsberga     |
| 15 | Jóannes Eidesgaard | Jóannes Eidesgaard (1951–)    | Javnaðarflokkurin | 3 lutego 2004     | 26 września 2008  | Rząd Eidesgaarda    |
| 16 | Kaj Leo Johannesen | Kaj Leo Johannesen (1964–)    | Sambandsflokkurin | 26 września 2008  | 15 września 2015  | Rząd Johannesena    |
| 17 | Kaj Leo Johannesen | Aksel V. Johannesen (1972–)   | Javnaðarflokkurin | 15 września 2015  | 14 września 2019  | I Rząd Johannesena  |
| 16 | Bárður Nielsen     | Bárður Nielsen (1972–)        | Sambandsflokkurin | 14 września 2019  | 22 grudnia 2022   | Rząd Nielsena       |
| 17 | Kaj Leo Johannesen | Aksel V. Johannesen (1972–)   | Javnaðarflokkurin | 22 grudnia 2022   | nadal             | II Rząd Johannesena |